# Coppa delle Nazioni europee femminile FIRA 2006
La Coppa delle nazioni europee 2006 fu l'11ª edizione del campionato europeo di rugby a 15 femminile ufficialmente organizzato dalla FIRA - AER.
Si tenne a San Donà di Piave, in Italia, dal 23 al 30 aprile 2006 tra sei squadre con una formula innovativa a gironi con partite di 40 minuti e barrage di accesso alla finale per il terzo posto riservato alle ultime classificate di ogni girone.
La vittoria finale arrise all'Italia che bissò il risultato dell'anno precedente in Germania: vinto il girone contro Belgio e Russia, sconfisse in semifinale la Svezia e in finale i Paesi Bassi.
Per le posizioni di rincalzo il Belgio, vittorioso 41-0 sulla Norvegia nel barrage, fu sconfitto dalla Svezia nella finale del terzo posto, mentre invece la Russia batté le norvegesi relegandole all'ultima posizione.

## Formula
Le sei squadre partecipanti furono divise in due gironi da tre.
Gli incontri della fase a gironi si tennero nello stesso giorno con la formula del torneo triangolare: ogni partita durò 40 minuti e ogni squadra disputò complessivamente 80 minuti di gioco ripartiti tra le altre due avversarie del girone.
Nella seconda fase, la prima di ogni girone incontrò la seconda dell'altro, mentre le due terze si incontrarono tra di esse.
La vincitrice di quest'ultimo incontro accedette alla finale per il terzo posto contro la miglior perdente delle semifinali per il titolo, mentre la perdente disputò la finale per il quinto posto contro la peggior semifinalista.
Tutti gli incontri si tennero allo stadio Romolo Pacifici di San Donà di Piave.

## Squadre partecipanti

### Girone 1
- Belgio
- Italia
- Russia

### Girone 2
- Norvegia
- Paesi Bassi
- Svezia

## Fase a gironi

### Girone 1
| Data           | Incontro        | Risultato | Sede              |
| -------------- | --------------- | --------- | ----------------- |
| 23 aprile 2006 | Italia ― Belgio | 34-0      | San Donà di Piave |
| 23 aprile 2006 | Russia ― Belgio | 24-0      | San Donà di Piave |
| 23 aprile 2006 | Russia ― Italia | 0-30      | San Donà di Piave |

### Classifica girone 1
|  | Squadra | G | V | N | P | PF | PS | P±  | PT |
|  | ------- | - | - | - | - | -- | -- | --- | -- |
|  | Italia  | 2 | 2 | 0 | 0 | 64 | 0  | +64 | 4  |
|  | Russia  | 2 | 1 | 0 | 1 | 24 | 30 | -6  | 2  |
|  | Belgio  | 2 | 0 | 0 | 2 | 0  | 58 | -58 | 0  |

### Girone 2
| Data           | Incontro               | Risultato | Sede              |
| -------------- | ---------------------- | --------- | ----------------- |
| 23 aprile 2006 | Paesi Bassi ― Norvegia | 84-0      | San Donà di Piave |
| 23 aprile 2006 | Norvegia ― Svezia      | 0-34      | San Donà di Piave |
| 23 aprile 2006 | Paesi Bassi ― Svezia   | 10-5      | San Donà di Piave |

### Classifica girone 2
|  | Squadra     | G | V | N | P | PF | PS  | P±   | PT |
|  | ----------- | - | - | - | - | -- | --- | ---- | -- |
|  | Paesi Bassi | 2 | 2 | 0 | 0 | 94 | 5   | +89  | 4  |
|  | Svezia      | 2 | 1 | 0 | 1 | 39 | 10  | +29  | 2  |
|  | Norvegia    | 2 | 0 | 0 | 2 | 0  | 118 | -118 | 0  |

## Secondo turno

### Semifinali
| San Donà di Piave 26 aprile 2006, ore 14:30 UTC+2 Incontro di piazzamento finale 3º posto | Belgio | 41 – 0 | Norvegia | Stadio Romolo Pacifici |

| San Donà di Piave 26 aprile 2006, ore 16:45 UTC+2 Semifinale 1 | Paesi Bassi | 53 – 5 | Russia | Stadio Romolo Pacifici |

| San Donà di Piave 26 aprile 2006, ore 18:30 UTC+2 Semifinale 2                                                 | Italia | 33 – 0 referto | Svezia | Stadio Romolo Pacifici |
| Sanfilippo 3’ Pizzati 21’ Facchini 39’ Tondinelli 54’ Campanella 65’ mt Veronica Schiavon 3’, 21’, 54’, 65’ tr |        |                |        |                        |
| |        |                |        |                        |
| Sanfilippo 3’ Pizzati 21’ Facchini 39’ Tondinelli 54’ Campanella 65’                                           | mt     |                |        |                        |
| Veronica Schiavon 3’, 21’, 54’, 65’                                                                            | tr     |                |        |                        |

### Finale per il 5º posto
| San Donà di Piave 30 aprile 2006, ore 15 UTC+2 | Russia | 62 – 5 | Norvegia | Stadio Romolo Pacifici |

### Finale per il 3º posto
| San Donà di Piave 30 aprile 2006, ore 16:45 UTC+2 | Svezia | 32 – 0 | Belgio | Stadio Romolo Pacifici |

### Finale
| Arbitro: | Véronique Dullier |

| |              | |
| Trilli 8’ Gini 20’ Barattin 52’ Severin 79’ | mt           | 28’ Werlich |
| Veronica Schiavon 8’ | tr           | 28’ van de Ven |
| Veronica Schiavon 66’, 76’ | c.p.         | |
| · Barattin · 77’ Trilli · Pizzati (c) · 69’ Zangirolami · Facchini · Veronica Schiavon · Valentina Schiavon · Cucchiella · 46’ Tagliaferri · 48’ Sanfilippo · Gini · 40’ Agostinelli · 70’ Campanella · Cristofanello · Gaudino | Formazioni   | · van de Ven · Holt 40’ · Visser · van Zoest · Laros · Werlich · Vloemans · Kramer 52’ · van Hove 77’ · de Jong · Veerman 67’ · Bakkers · Riel · Franssen · Seenbecek 37’ |
| · 80’ Pettinelli · 46’ Zanon · 48’ Severin · 69’ G. Bado · 70’ Panichelli · 77’ Tondinelli | Sostituzioni | · de Grave 52’ · Schonhage 67’ · van Hilten 77’ · Selbeck 77’ · Pryce 80’                                                                                                 |
| Andrea Cococcetta | Allenatori   | |